# Јерпеланд
Јерпеланд (норв. Jørpeland) је насељено место у Норвешкој у округу Рогаланд. Има статус града од 1998.